# Кировский сельский совет (Кобелякский район)
Кировский сельский совет (укр. Кіровська сільська рада) — входит в состав
Кобелякского района
Полтавской области
Украины.
Административный центр сельского совета находится в 
с. Лебедино.

## Населённые пункты совета
- с. Лебедино
- с. Гарбузовка
- с. Перегоновка
- с. Сухое
- с. Шабельники

## Ликвидированные населённые пункты совета
- с. Михайловка